# Lista przewodniczących albańskiego parlamentu

## Chronologiczna lista przewodniczących
- tymczasowy przewodniczący

### Księstwo (1920-1925), Republika (1925-1928), Królestwo (1928-1944)
| #  | Imię i Nazwisko                 | Portret | Kadencja             | Kadencja             | Partia polityczna | Partia polityczna |
| #  | Imię i Nazwisko                 | Portret | Od                   | Do                   | Partia polityczna | Partia polityczna |
| -- | ------------------------------- | ------- | -------------------- | -------------------- | ----------------- | ----------------- |
| 1  | Xhemal Naipi (1887-1955)        |         | 29 marca 1920        | 27 maja 1920         |                   | Bezpartyjny       |
| 2  | Dhimitër Kacimbra (1875-1950)   |         | 25 września 1920     | 15 listopada 1920    |                   | Bezpartyjny       |
| 3  | Pandeli Evangjeli (1859-1949)   |         | 9 maja 1921          | 16 lipca 1921        |                   | Bezpartyjny       |
| 4  | Eshref Frashëri (1874-1938)     |         | 16 lipca 1921        | 30 września 1923     |                   | Bezpartyjny       |
| −  | Eshref Frashëri (1874-1938)     |         | 21 stycznia 1924     | 17 kwietnia 1924     |                   | Bezpartyjny       |
| 5  | Petro Poga (1850-1944)          |         | 17 kwietnia 1924     | 2 marca 1925         |                   | Bezpartyjny       |
| −  | Eshref Frashëri (1874-1938)     |         | 2 marca 1925         | 24 września 1925     |                   | Bezpartyjny       |
| −  | Pandeli Evangjeli (1859 - 1949) |         | 24 września 1925     | 15 września 1926     |                   | Bezpartyjny       |
| 6  | Kosta Kotta (1889-1949)         |         | 1926                 | 7 czerwca 1928       |                   | Bezpartyjny       |
| −  | Pandeli Evangjeli (1859-1949)   |         | 25 sierpnia 1928     | 5 marca 1930         |                   | Bezpartyjny       |
| −  | Kosta Kotta (1889-1949)         |         | 20 października 1930 | 10 lutego 1937       |                   | Bezpartyjny       |
| −  | Pandeli Evangjeli (1859-1949)   |         | 11 lutego 1937       | 12 kwietnia 1939     |                   | Bezpartyjny       |
| 7  | Terenc Toçi (1880-1945)         |         | 9 kwietnia 1940      | 23 listopada 1942    |                   | Bezpartyjny       |
| 8  | Ernest Koliqi (1903-1975)       |         | 23 listopada 1942    | 16 maja 1943         |                   | Bezpartyjny       |
| 9  | Fejzi Alizoti (1874-1945)       |         | 16 maja 1943         | 4 sierpnia 1943      |                   | Bezpartyjny       |
| 10 | Lef Nosi (1877-1946)            |         | 18 października 1943 | 25 października 1943 |                   | Bezpartyjny       |
| 11 | Idhomeno Kosturi (1873-1943)    |         | 26 października 1943 | 5 listopada 1943     |                   | Bezpartyjny       |
| 12 | Mihal Zallari (1896-1976)       |         | 9 listopada 1943     | 14 września 1944     |                   | Bezpartyjny       |

### Ludowa Republika Albanii
| #  | Imię i Nazwisko           | Portret | Kadencja          | Kadencja          | Partia polityczna | Partia polityczna |
| #  | Imię i Nazwisko           | Portret | Od                | Do                | Partia polityczna | Partia polityczna |
| -- | ------------------------- | ------- | ----------------- | ----------------- | ----------------- | ----------------- |
| 1  | Tuk Jakova (1914–1959)    |         | 10 stycznia 1946  | 20 marca 1946     |                   | PKSh              |
| 2  | Ymer Dishnica (1912–1998) |         | 25 marca 1946     | 12 lipca 1947     |                   | PKSh              |
| 3  | Manush Myftiu (1919–1997) |         | 12 lipca 1947     | 28 czerwca 1950   |                   | PKSh od 1948 PPSh |
| 4  | Teodor Heba (1914–2001)   |         | 28 czerwca 1950   | 6 czerwca 1951    |                   | PPSh              |
| 5  | Mihal Prifti (1918–1986)  |         | 6 czerwca 1951    | 19 lipca 1954     |                   | PPSh              |
| 6  | Gogo Nushi (1913–1970)    |         | 19 lipca 1954     | 14 listopada 1956 |                   | PPSh              |
| 7  | Rita Marko (1920–2018)    |         | 14 listopada 1956 | 21 czerwca 1958   |                   | PPSh              |
| 8  | Medar Shtylla (1907–1963) |         | 21 czerwca 1958   | 20 grudnia 1963   |                   | PPSh              |
| 9  | Lefter Goga (1921–1997)   |         | 20 grudnia 1963   | 10 września 1966  |                   | PPSh              |
| 10 | Abdyl Këllezi (1919–1977) |         | 10 września 1966  | 13 stycznia 1969  |                   | PPSh              |
| 11 | Behar Shtylla (1918–1994) |         | 13 stycznia 1969  | 20 listopada 1970 |                   | PPSh              |
| 12 | Fadil Paçrami (1922–2008) |         | 20 listopada 1970 | 25 września 1973  |                   | PPSh              |
| 13 | Iljaz Reka (1924–1975)    |         | 25 września 1973  | 27 grudnia 1975   |                   | PPSh              |
| 14 | Ali Manaj (ur. 1937)      |         | 11 lutego 1976    | 25 grudnia 1978   |                   | PPSh              |
| 15 | Simon Stefani (1929–2000) |         | 25 grudnia 1978   | 22 listopada 1982 |                   | PPSh              |
| 16 | Pali Miska (1931–2008)    |         | 22 listopada 1982 | 19 lutego 1987    |                   | PPSh              |
| 17 | Petro Dode (ur. 1924)     |         | 19 lutego 1987    | 15 kwietnia 1991  |                   | PPSh              |

## Republika Albanii
| #  | Imię i Nazwisko             | Portret | Kadencja         | Kadencja         | Partia polityczna | Partia polityczna |
| #  | Imię i Nazwisko             | Portret | Od               | Do               | Partia polityczna | Partia polityczna |
| -- | --------------------------- | ------- | ---------------- | ---------------- | ----------------- | ----------------- |
| 1  | Kastriot Islami (ur. 1952)  |         | 17 kwietnia 1991 | 6 kwietnia 1992  |                   | PSSh              |
| 2  | Pjetër Arbnori (1935–2006)  |         | 6 kwietnia 1992  | 24 lipca 1997    |                   | PDSh              |
| 3  | Skënder Gjinushi (ur. 1949) |         | 24 lipca 1997    | 4 września 2001  |                   | PSD               |
| 4  | Namik Dokle (ur. 1946)      |         | 4 września 2001  | 30 kwietnia 2002 |                   | PSSh              |
| 5  | Servet Pëllumbi (ur. 1936)  |         | 30 kwietnia 2002 | 3 września 2005  |                   | PSSh              |
| 6  | Jozefina Topalli (ur. 1963) |         | 3 września 2005  | 10 września 2013 |                   | PDSh              |
| 7  | Ilir Meta (ur. 1969)        |         | 10 września 2013 | 24 lipca 2017    |                   | LSI               |
| —  | Valentina Leskaj (ur. 1949) |         | 24 lipca 2017    | 9 września 2017  |                   | PSSh              |
| 8  | Gramoz Ruçi (ur. 1951)      |         | 9 września 2017  | 10 września 2021 |                   | PSSh              |
| 9  | Lindita Nikolla (ur. 1965)  |         | 10 września 2021 | 26 lipca 2024    |                   | PSSh              |
| 10 | Elisa Spiropali (ur. 1983)  |         | 30 lipca 2024    | nadal            |                   | PSSh              |